# Sulo Nurmela
Sulo Nurmela, född den 13 februari 1908 i Miehikkälä, död den 13 augusti 1999 i Fredrikshamn, var en finländsk längdåkare som tävlade under 1930-talet.
Nurmela slog igenom vid VM 1934 i Sollefteå där han vann guld på 18 kilometer och var med i det finländska lag som vann guld i stafetten. Vid VM 1935 var han återigen med och vann guld i stafett. Nurmela deltog även i OS 1936 i Garmisch-Partenkirchen där han vann guld i stafett.